# Maxime Champel
Maxime Champel, né le 2 janvier 1982, est un joueur de rugby à XV évoluant au poste de troisième ligne centre (1,90 m pour 105 kg).

## Clubs successifs
- Stade toulousain jusqu'en 2002
- Stade français Paris 2002-2004
- Tarbes 2004-2006
- Blagnac SCR 2006-2007
- Avenir castanéen 2007-2009
- Blagnac SCR 2009-2010
- TOAC TOEC 2010-2011

## Palmarès
- International -18 ans
- International -19 ans : vice-champion du monde 2001 au Chili, face à la Nouvelle-Zélande.
- Champion de France Alamercery en 1999
- Champion de France Crabos : 2000
- Champion de France Reichel : 2002